# Attentat du palais de Bolgrad
 (octobre 2020).
L'attentat du siège de la Sûreté de Bolgrad est survenu le 13 décembre 1921 lorsqu'une bombe a été lancée par les militants bolcheviks Léon Lichtblau, Max Goldstein et Saül Osias dans le siège de la Siguranța (la « Sûreté » royale roumaine) situé à Bolgrad, en Roumanie, entraînant la mort de cent gendarmes et policiers roumains. Les auteurs ont fui et n'ont pas été immédiatement retrouvés, mais ont été rattrapés, jugés et emprisonnés plus tard.

## Contexte
Les bolcheviks exigeaient le rattachement de la Bessarabie à la Russie soviétique, et une action ultérieure, l'opération « Bessarabie rouge » (en) en septembre 1924, fut organisée dans le même but. Ces évènements se situent dans le cadre du contentieux soviéto-roumain de l'entre-deux guerres : la République démocratique moldave à majorité menchévique et moldave proclamée en 1917 s'était rattachée à la Roumanie au printemps 1918, mais les bolcheviks locaux n'ont jamais reconnu ce rattachement et, armés par la Russie soviétique, ont tenté en 1919 de s'emparer du pays.

## Épilogue
En raison de la présence de juifs bessarabiens dans les actions bolchéviques des années 1920, et aussi en raison de la diffusion du mythe du judéo-bolchévisme issu de la guerre civile russe, l'antisémitisme fut attisé par ces actions, bien qu'elles ont été condamnées par la fédération des communautés juives de Roumanie,.
Conformément au pacte germano-soviétique de 1939, les soviétiques annexent la Bessarabie en 1940 et aussitôt érigent à Bolgrad et Tatarbounary des stèles à la mémoire des militants de 1921 et 1924, mais les autorités roumaines, revenues en 1941 lors de l'opération Barbarossa, les dynamitent. Après que le pays a été reconquis en 1944 par l'Armée rouge (« Front de la steppe »), les stèles sont refaites par les autorités soviétiques en 1945,, mais après l'invasion de l'Ukraine par la Russie en 2022, les autorités ukrainiennes les ont démontées,.